# مولي إيفينز
مولي ايفينز (بالإنجليزية: Molly Ivins)‏ (و. 1944 – 2007 م) هي صحفية، وكاتبة من الولايات المتحدة الأمريكية ولدت في مونتيري، مونتيري، كاليفورنيا.

## التعليم
تعلمت في جامعة كولومبيا، ومعهد الدراسات السياسية بباريس.

## روابط خارجية
- مولي إيفينز على موقع IMDb (الإنجليزية)
- مولي إيفينز على موقع ميوزك برينز (الإنجليزية)
- مولي إيفينز على موقع إن إن دي بي (الإنجليزية)
- مولي إيفينز على موقع قاعدة بيانات الفيلم (الإنجليزية)